# Зала на славата на танцовата музика
Залата на славата на танцовата музика е създадена през 2003 г., когато Джон Паркър от Robbins Entertainment намира за нужно да бъде сторено нещо в чест на създателите и иноваторите в тази област.
Осигурявайки си първоначално подкрепата на Еди О Лауглин (Next Plateau Records) и след това присъединявайки Даниел Грас (Glassworks), Том Силвърман (Tommy Boy Records) и Брайън Чин (бележит автор на танцова музика и историк), Паркър поставя началото на този проект. В Залата на славата на танцовата музика попадат тези, които са показали бележито и еблематично влияние върху еволюцията и развитието на танцовата музика и знаменуват историята и значимостта на жанра.
Консултативният съвет е съставен от професионалисти в сферата на танцовата музика, историци и журналисти. След провеждането на номинации предложените имена са изпращани до международен избирателен комитет, надхвърлящ над 1000 експерти. Церемонията по награждаване се е състояла всяка година на официална вечерна церемония в Ню Йорк. Поради финансовите различия измежду членовете на консултативния съвет формированието прекъсва своята дейност след втората церемония, състояла се през 2005 година.
Съвет на директорите към 2004 година: Даниел Глас, Еди О Лауглин, Джон Паркър, Том Силвърман.
Консултативен съвет към 2004 година: Марти Анджело, Джон Бенитез, Джоуи Карнавело, Мел Черен, Майкъл Елис, Димитри фром Парис, Тони Хъмфрис, Франки Нъкълс, Юрген Кордулетш, Брад Лебо, Джон Луонго, Гай Муут, Майкъл Паолета, Винс Пелегрино, Кори Робинс, Пийт Тонг, Кари Ванс, Луи Вега, Пийт Уотърман, Джуди Вайнстейн, Брайън Чин.

## Постъпления
Новопостъпили артисти:
- Bee Gees (2004)
- Chic (2005)
- Gloria Gaynor (2005)
- Donna Summer (2004)
- Силвестър (2005)
- Barry White (2004)

Новопостъпили заглавия:
- Disco Inferno  – The Trammps (2005)
- Don't Leave Me This Way – Thelma Houston (2004)
- Good Times – Chic (2005)
- Got to Be Real – Cheryl Lynn (2005)
- I Feel Love – Donna Summer (2004)
- I Will Survive – Gloria Gaynor (2005)
- Love Is the Message – MFSB (2004)
- Shame – Evelyn ''Champagne'' King (2004)
- Stayin' Alive – Bee Gees (2005)
- You Make Me Feel (Mighty Real) – Силвестър (2004)

Новопостъпили продуценти:
- Pete Bellotte (2004)
- Bernard Edwards (2005)
- Kenny Gamble (2005)
- Leon Huff (2005)
- Quincy Jones (2005)
- Джорджо Мородер (2004)
- Nile Rodgers (2005)

Новопостъпили диджеи:
- John "Jellybean" Benitez (2005)
- Francois Kevorkian (2005)
- Frankie Knuckles (2005)
- Larry Levan (2004)
- Дейвид Манкузо (2004)
- Tee Scott (2004)

Новопостъпили автори на ремикси:
- Francois Kevorkian (2005)
- Tom Moulton (2004)

Награда на борда на директорите за постижения и успехи:
- Mel Cheren (2005)
- Henry Stone (2004)